# Huskvarnafallet

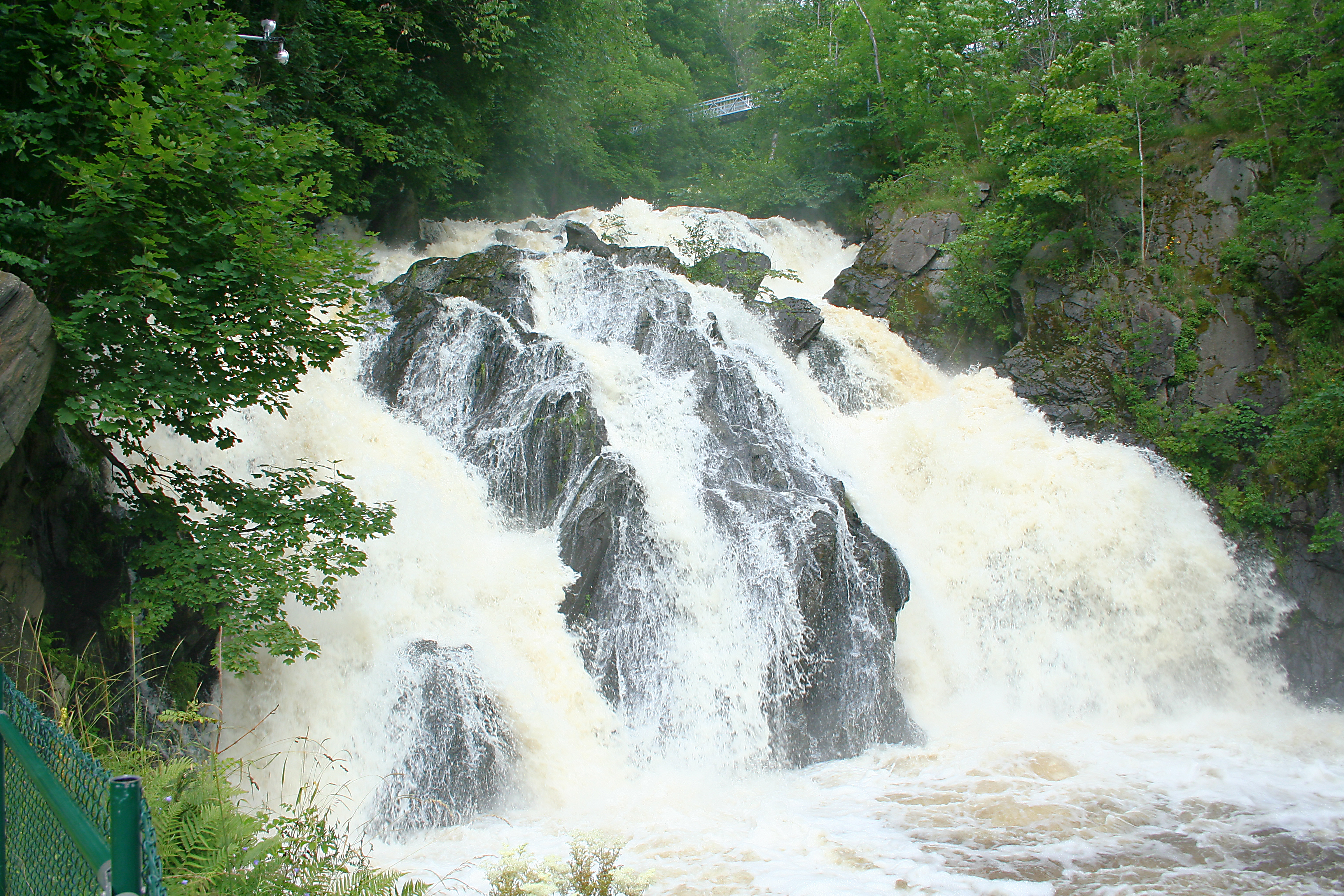
Huskvarnafallet

Der Huskvarnafallet ist ein Wasserfall des Flusses Huskvarnaån in Huskvarna, einem Stadtteil von Jönköping in der gleichnamigen schwedischen Provinz Jönköpings län. Die gesamte Fallhöhe von 116 Metern verteilt sich über acht Fallstufen und etwa einem Kilometer Strecke. Der Huskvarnaån verbindet dabei den Fredriksdalssjön mit dem Vättern. Südlich des Flusslaufs befindet sich der Wanderweg „Pustaleden“, nördlich davon der „Ådalsvägen“.
Die Kraft des Wasserfalls wurde ab 1640 in Pulvermühlen zur Herstellung von Schießpulver genutzt, 1689 kam auch die Herstellung von Gewehren unter Aufsicht der schwedischen Krone hinzu. Nach der Privatisierung 1757 wurden weiterhin Waffen für die Armee hergestellt, zivile Waren wie Jagdgewehre und Nähmaschinen kamen ab der Mitte des 19. Jahrhunderts hinzu. Ab dem  20. Jahrhundert wurde die Kraft des Wasserfalls zur Energiegewinnung genutzt.